# Basananthe parvifolia
Basananthe parvifolia är en passionsblomsväxtart som först beskrevs av Baker f., och fick sitt nu gällande namn av De Wilde. Basananthe parvifolia ingår i släktet Basananthe och familjen passionsblomsväxter. Inga underarter finns listade i Catalogue of Life.